# رآهي

موقع رآهي.

شعار رآهي.

رآهي (بالفنلندية: Raahe؛ بالسويدية: Brahestad) مدينة فنلندية. يقع في إقليم بوهيانما الشمالية، على شواطئ خليج بوثنيا الشمالية. يبلغ عدد قاطنيها 22.619 ساكن، ويغطي نطاقها البلدي مساحة قدرها 1399,26 كيلومتر مربع منها 870,77 من المياه. وتبلغ الكثافة السكانية 42,80 نسمة لكل كيلومتر مربع.
تأسست كبلدة ناطقة باللغتين السويدية والفنلندية، أمـّا الآن فهي البلدية أحادية اللغة وهي الفنلندية.

## التاريخ
أسسها رجل الدولة السويدي والحاكم العام فنلندا الكونت بر براهي في 1649، وهي واحدة من 10 مدن (أو مراكز مدن) تاريخية خشبية متبقية في فنلندا. من هذه المدن التاريخية الخشبية الأخرى: كاسكينن، راوما قديمة، بورفو، بييترسآري، وفآسا. بعد حريق مدمر في عام 1810، أعيد بناء رآهي ملتزمة بمبادئ التصميم الجديد الذي قلل من خطر الحريق ووسـّع بعض المساحات المدنية. تعرف رآهي القديمة بمخططها ذو الخطوط المستقيمة المستوحى من عصر النهضة ويـُميز ساحة مركزية غير معتادة (تسمى بكاتوري) مع زوايا مغلقة.
وفرت بوهيانما المنطقة الزراعية والبحرية تاريخياً العدد الأكبر من المهاجرين الفنلنديين إلى الولايات المتحدة ودول أخرى مثل كندا وأستراليا خلال الهجرة الكبرى في أواخر التاسع عشر وأوائل القرن العشرين.

## التوأمة
راهي متوأمة مع :

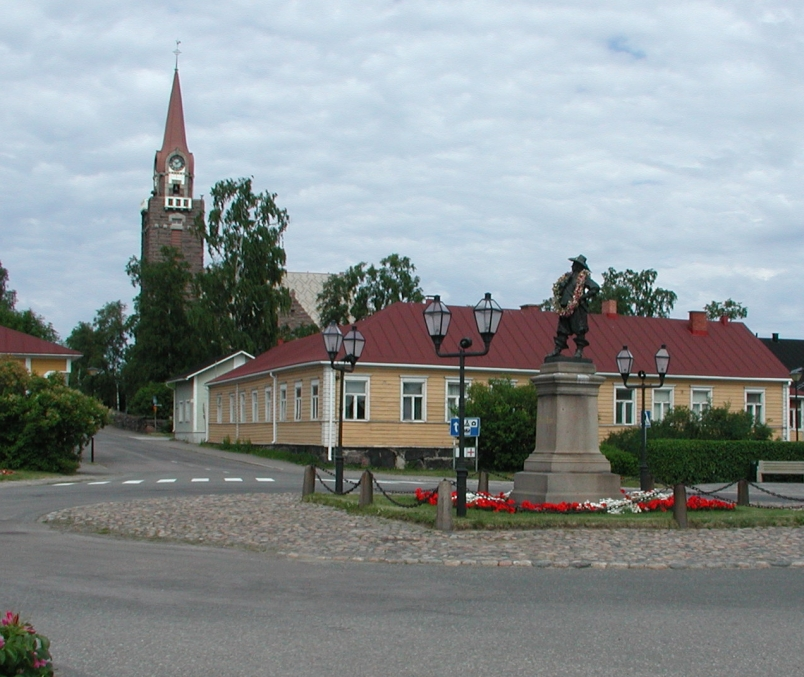
كنيسة رآهي و تمثال بر براهي.

- سكيليفتيو، السويد، منذ 1946
- لوغستور، الدنمارك، منذ 1946
- برغن، النرويج، منذ 1946
- تشيريبوفيتس، روسيا، منذ 1968
- كوشيتسه، سلوفاكيا، منذ 1987[7]
- فورغوردا، السويد
- كولاما، إستونيا

## معرض صور

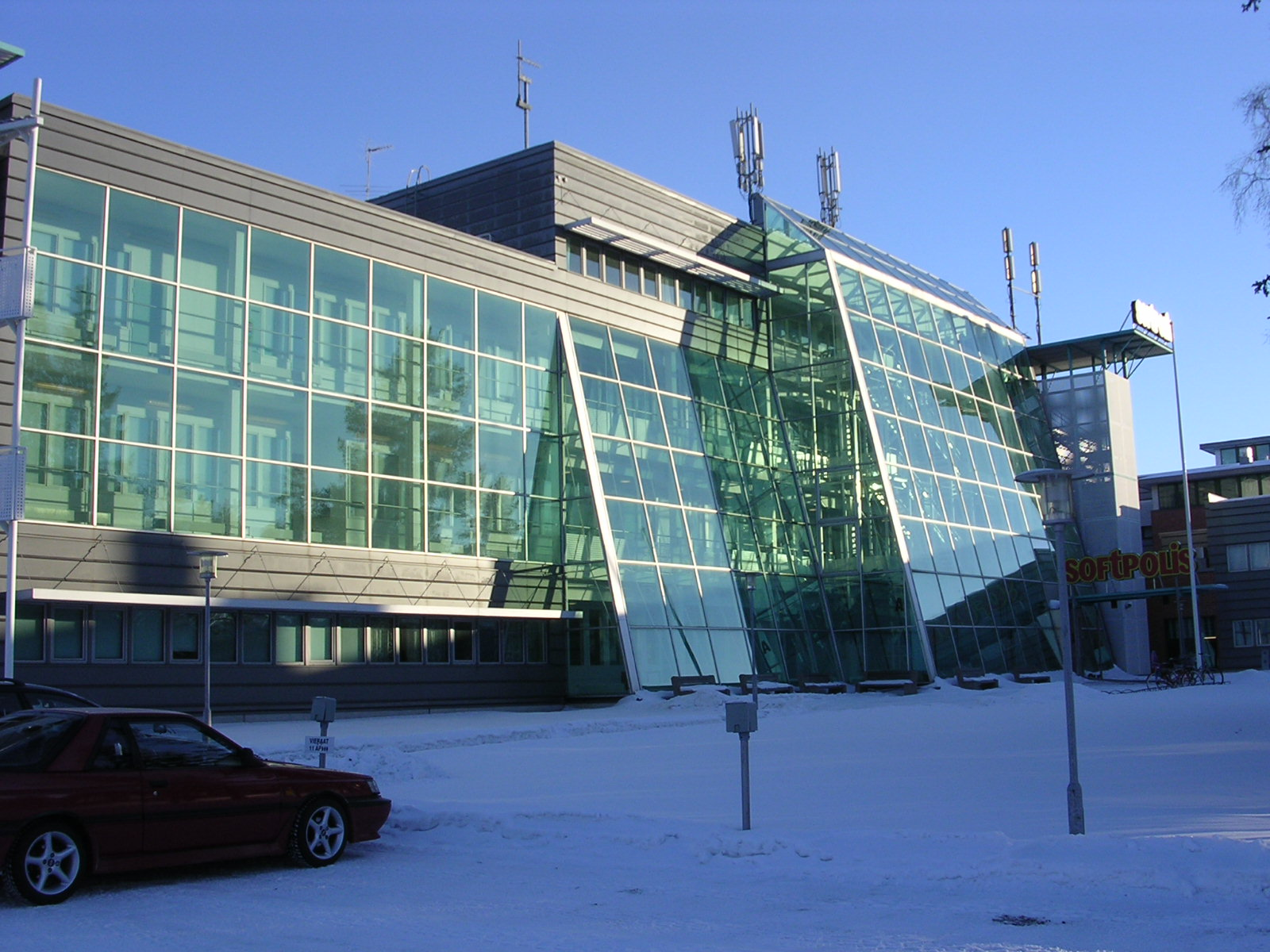
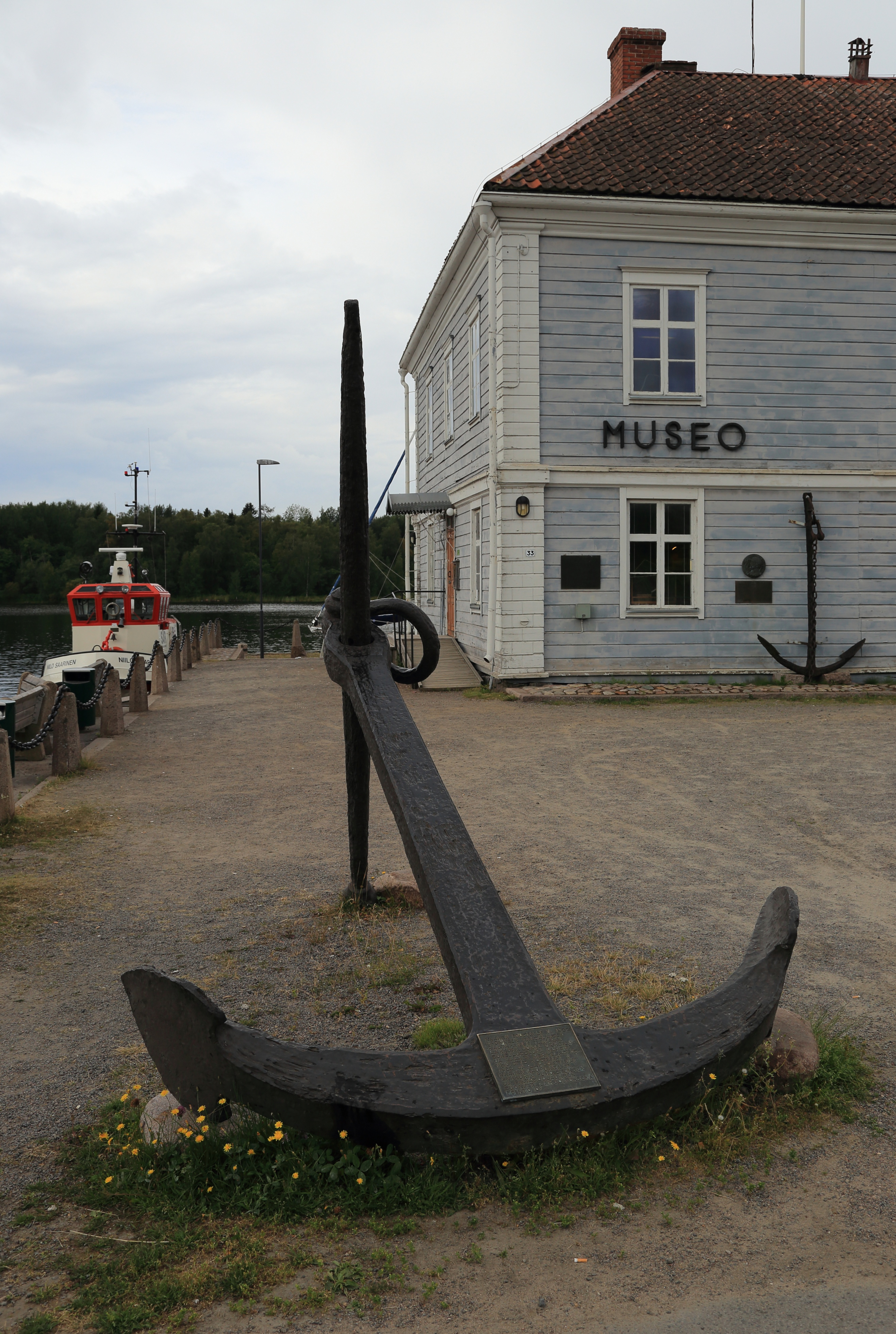
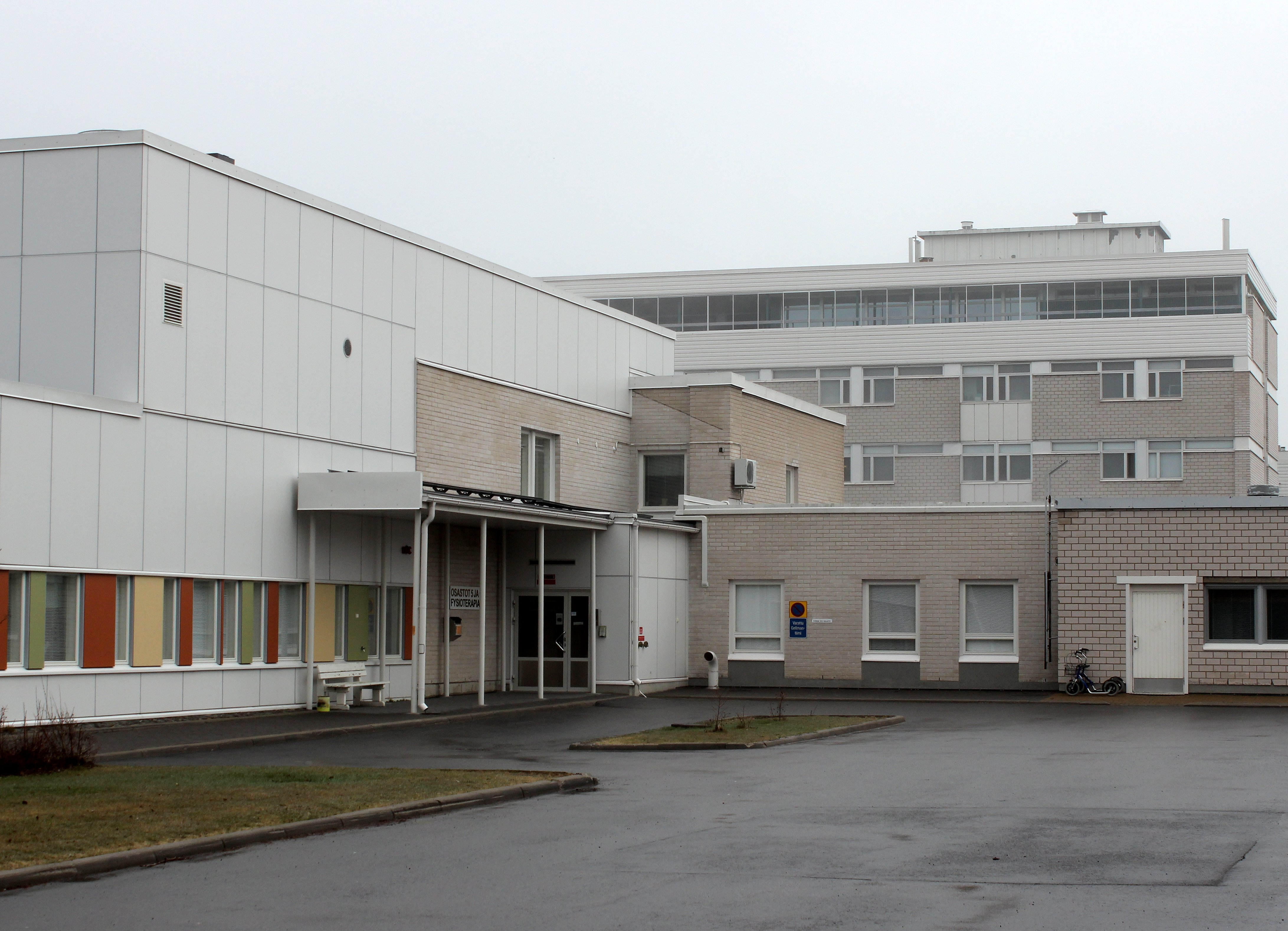
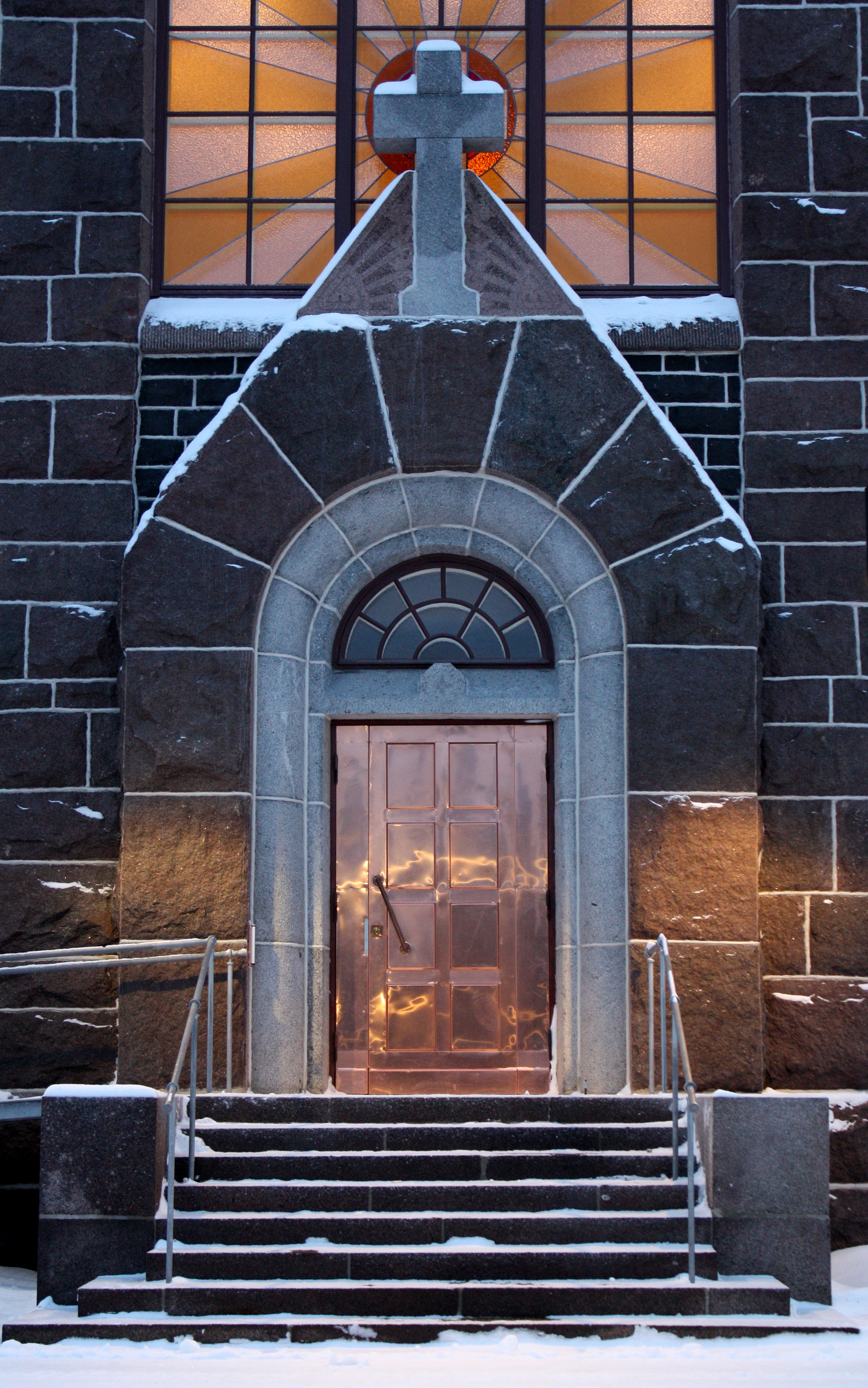
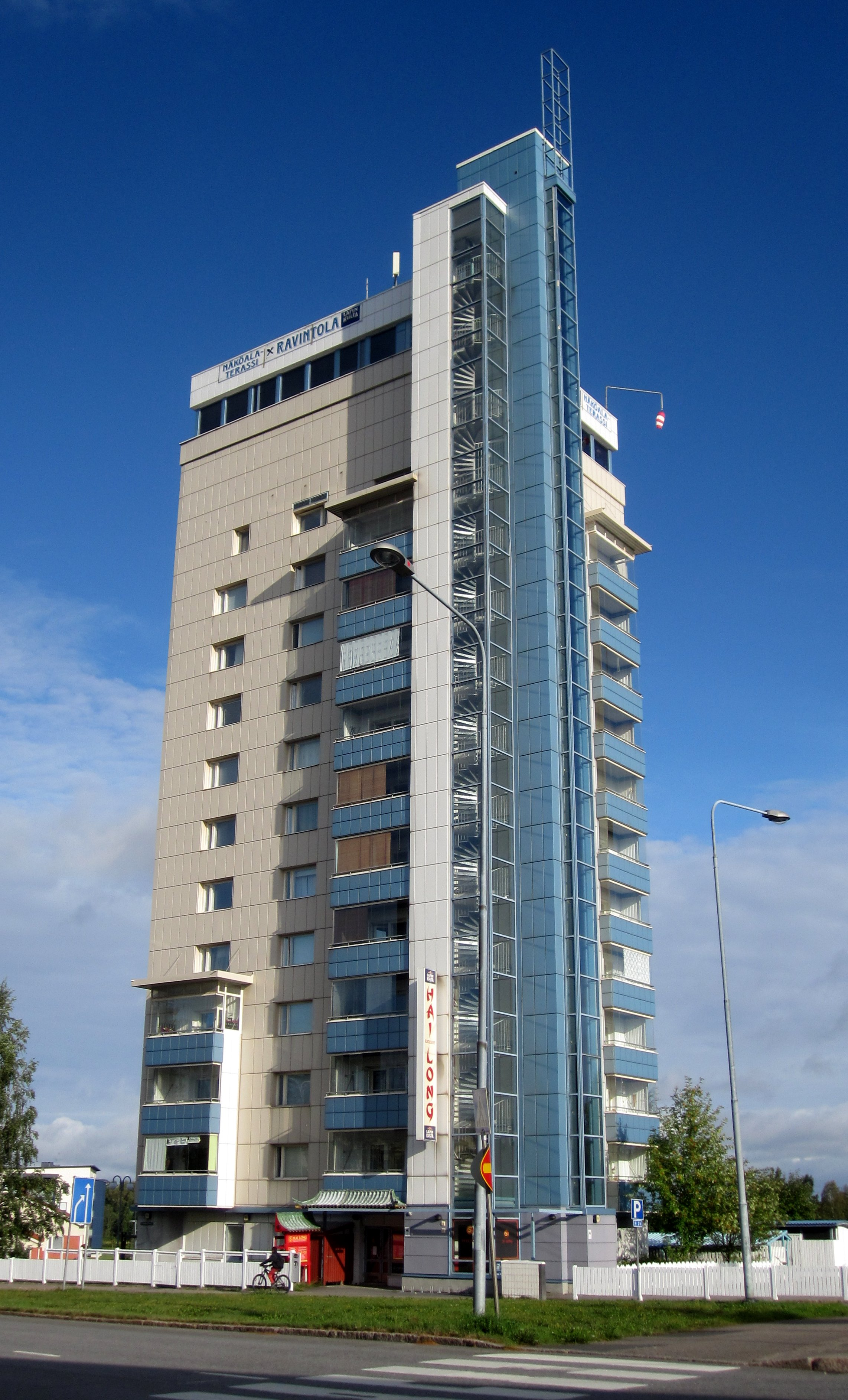

## وصلات خارجية
- مدينة رآهي – الموقع الرسمي
- معلومات تاريخية عن رآهي القديمة باللغات الإنكليزية، الفنلندية، الألمانية، والسويدية
- مؤسسة الهجرة الفنلندية صفحات بالإنكليزية مع معلومات تاريخية وقاعدة بيانات
- مجتمع فنلندا الأنسابي صفحات بالإنكليزية